# The Freudian Fallacy
The Freudian Fallacy é um livro sobre Sigmund Freud, o pai da psicanálise, escrito pela historiadora americana Elizabeth M. Thornton. Foi publicado em 1983 no Reino Unido, originalmente com o título Freud and Cocaine. No livro, Thornton argumenta que Freud se tornou um cocainômano e que o desenvolvimento de sua teoria psicanalítica foi influenciado principalmente pelo consumo de cocaína. O livro recebeu várias críticas negativas de historiadores, mas foi elogiado por autores também críticos a Freud e à psicanálise freudiana. O trabalho foi comparado ao livro The Assault on Truth (1984), do ex-psicanalista Jeffrey Masson.

## Recepção crítica
The Freudian Fallacy recebeu uma crítica mista de Wray Herbert, da revista Psychology Today, e uma crítica negativa do psicanalista Jeffrey Satinover no Library Journal. O livro também foi objeto de resenhas críticas por Michael Neve, da London Review of Books, pelo psicanalista Anthony Storr, do The Times Literary Supplement, pelo historiador Paul Roazen do American Journal of Psychiatry, por A.J. Fogarty no British Medical Journal,  e foi discutido pelo psiquiatra E. Fuller Torrey na National Review.

Durante a vida de Freud, o fator mais determinante foi provavelmente o traço messiânico que a cocaína lhe conferiu. O falso profeta do mundo das drogas pode propagar sua mensagem com tanta convicção e autoridade quanto o verdadeiro, assim suas teorias parecerão ter o mesmo fervor e validade. Em comum com outros portadores de psicopatologias, Freud ainda teria sido capaz de raciocinar de forma hábil a partir de suas falsas premissas e, assim, esconder de seus seguidores os traços psicóticos que possuía . No entanto, com o passar dos anos, de um por um, a maior parte dos primeiros discípulos de Freud que constituíam seu círculo íntimo o abandonou.

—The Freudian Fallacy,
Herbert disse que Thornton, a autora do livro, "ressentia-se amargamente" em relação a Freud e sua influência. Herbert disse que o livro foi beneficiado pelo conhecimento que Thornton possuía acerca da literatura médica do século XIX, de modo que o trabalho "trazia à vida as pesquisas das escolas de Paris e Viena durante o surgimento da neurologia", mas que seu valor literário foi mitigado por conta da vontade de Thornton em fazer "pronunciamentos ríspidos sem qualquer evidência de apoio". Satinover escreveu que o livro detinha "diagnósticos neurológicos específicos e interpretações equivocadas da teoria psicanalítica", e concluiu que Thornton falhou em sua tentativa de desacreditar Freud. Torrey, escrevendo em 1995, comentou que a sugestão de Thornton de que Freud continuou a abusar da cocaína até 1899 foi confirmada por Peter Swales, historiador e estudioso da vida e obra de Freud.
O livro também foi criticado negativamente pelo historiador Peter Gay, que o descreveu como "um modelo de literatura difamatória", e pelo historiador Roy Porter, que o chamou de "tendencioso". No entanto, The Freudian Fallacy foi elogiado pelo psicólogo Hans Eysenck e por escritores críticos da psicanálise freudiana. O filósofo Todd Dufresne descreveu o livro como "uma obra notável sobre a história da psicanálise e a melhor obra sobre a relação de Freud com a cocaína". 
O escritor Richard Webster avaliou o livro como "interessante", argumentando que algumas das afirmações de Thornton eram tanto originais como convicentes, mas disse que a revisão do contexto médico no qual Jean-Martin Charcot e Freud trabalhavam possui muitos detalhes que foram negligenciados. No entanto, ele achou a discussão de Thornton sobre Charcot e a histeria mais significativa do que a hipótese de que as teorias de Freud foram moldadas por seu uso de cocaína. Ainda, Webster disse que Thornton levou o argumento sobre a origem biológica da histeria muito a sério, e que isso enviesou as afirmações do livro. Webster observou que o livro, por vezes, foi endossado por feministas. Ele o comparou a The Assault on Truth, livro do ex-psicanalista Jeffrey Masson, que também é marcado pela hostilidade a Freud e à psicanálise. De acordo com a Merriam-Webster, The Freudian Fallacy recebeu críticas negativas no The Times Literary Supplement e no London Review of Books, sendo que neste último foi incluída uma acusação de que havia na obra elementos antissemitas.